# Cosmosoma dorsimacula
Cosmosoma dorsimacula är en fjärilsart som beskrevs av William Schaus 1898. Cosmosoma dorsimacula ingår i släktet Cosmosoma och familjen björnspinnare. Inga underarter finns listade i Catalogue of Life.